# Achada (Camacha)

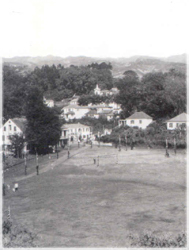
Largo da Achada (possivelmente fins do século XIX), o local onde primeiro se jogou futebol em Portugal em 1875.

Achada é um sítio povoado da freguesia da Camacha, Ilha da Madeira, concelho de Santa Cruz, constituído por um pequeno planalto nas proximidades da Igreja Paroquial, em cujo perímetro se encontra a Capela de São José, o Centro de Saúde e o pitoresco Café Relógio com a sua torre e a conhecida fábrica de obra de vimes, a maior da Ilha da Madeira. É um local pitoresco e muito frequentado por todos os que visitam a Camacha. Noutro tempo era conhecido entre os estrangeiros pelo nome de Jogo da Bola, tendo sido este o primeiro sítio onde se jogou futebol em Portugal, em 1875, sendo este desporto introduzido por Harry Hinton, jovem britânico residente na Madeira e estudante em Londres. Ainda hoje serve para a prática de diversos eventos desportivos, estando servido de diversos equipamentos para esse fim. Antigamente (1934) dava acesso à aprazível e antiga Quinta Grabham, onde se achava instalado o hotel da localidade.
A Camacha tem 11 sítios, Sítio da Igreja, Sítio dos Salgados, Sítio da Ribeirinha, Sítio da Nogueira, Sítio do Vale Paraíso, Sítio dos Casais D'além, Sítio da Achadinha, Sítio do Rochão, Sítio do Ribeiro Serrão e Sítio do Ribeiro Fernando.
Achada, foi um termo aplicado ao Sítio da Igreja, pelo facto de existir uma area chã onde prodominava pinhal.